# 樋口秀雄 (歴史家)
樋口 秀雄（ひぐち ひでお、1927年（昭和2年）7月15日 - 1992年（平成4年）1月12日）は、歴史学者。

## 経歴
1927年、埼玉県浦和市（現・さいたま市）で生まれた。法政大学文学部史学科で学び、1951年に卒業。
卒業後、東京国立博物館学芸部に文部技官として勤務。専門は、美術文化史、日本博物館史、日本印刷文化史。

## 著作
著書
- 『江戸の犯科帳』人物往来社 1962
- 『江戸の犯科帳 続』人物往来社 1963
- 『浅草文庫誌』(古通豆本 19) 日本古書通信社  1974
- 『書庫管見』日本古書通信社(こつう豆本 87) 1989

校訂
- 『享保以後江戸出版書目』朝倉治彦と校訂、未刊国文資料刊行会(未刊国文資料) 1962
- 『図巻雑兵物語』校注、人物往来社 1967
- 『伊豆海島風土記』校訂、緑地社 1974

共編著
- 『日本合戦絵巻』奥平英雄・鎌原正巳共編、人物往来社、1962）
- 『流人帖：伊豆・佐渡・隠岐の流人』森末義彰編、人物往来社 1964
- 『日本の古印』木内武男・会田富康・加藤勝・小林斗盦共編、二玄社 1964
- 『父と子の博物館』加藤有次共著、富士書店 1976
- 『教草 本編』大場佐一共著、恒和出版 1977
- 『七十一番職人歌合/職人尽絵/彩画職人部類』(江戸科学古典叢書 6) 解説、石山洋・青木国夫共編、恒和出版 1977
- 『備後国畳表藺農業之図/琉球藺作織法(農家益三篇) / 近江国蒲生郡畳表図説』(江戸科学古典叢書 18) 大蔵永常・青木国夫共著、恒和出版 1979
- 『日本と世界の博物館史』(博物館学講座 2) 古賀忠道・徳川宗敬・樋口清之監修、雄山閣出版 1981
- 『蒔絵為井童草/蒔絵大全』(江戸科学古典叢書 40) 解説、井上新七選、春川甫政著、恒和出版 1982
- 『日本美の伝統：大国立博物館』(日本の博物館 1) 北村哲郎編、講談社 1982

「全国都道府県立美術館博物館めぐり：郷土の特色をみせてにぎわう美の殿堂」
論文
- 樋口1955「古今伝授切紙について」『MUSEUM：東京国立博物館研究誌』55,東京国立博物館.
- 樋口1956「一掃百態画稿の成立」『MUSEUM：東京国立博物館研究誌』63, 東京国立博物館.
- 樋口1959「元禄天保法隆寺霊宝の江戸開帳：その経過と意義について」『MUSEUM：東京国立博物館研究誌』99, 東京国立博物館.
- 樋口1960「大字写経の系譜：大聖武論」『MUSEUM：東京国立博物館研究誌』113, 東京国立博物館.
- 樋口1962「年譜・東京国立博物館十年の歩み」『MUSEUM：東京国立博物館研究誌』140, 東京国立博物館.
- 樋口1963「日本古印研究史：日本古印の印譜をめぐって」『 MUSEUM：東京国立博物館研究誌』149, 東京国立博物館.
- 樋口1963「谷文晁の画譜覚書」『MUSEUM：東京国立博物館研究誌』152,東京国立博物館, 24-26頁.
- 樋口1965「林靖「欽哉亭日録」解題：近世初期儒者の筆蹟」『MUSEUM：東京国立博物館研究誌』176, 東京国立博物館.
- 樋口1966「多紀氏旧蔵宋槧本「太平聖恵方巻第八十一」について」『MUSEUM：東京国立博物館研究誌』179, 東京国立博物館, 32-34頁.
- 樋口1968「帝室技芸員制度：帝室技芸員の設置とその選衡経過」『MUSEUM：東京国立博物館研究誌』202,東京国立博物館, 29-32頁.
- 樋口1968「内国勧業博覧会(美術部門)資料 」『MUSEUM：東京国立博物館研究誌』204, 東京国立博物館, 28-34頁.
- 樋口・西川新次1968「東洋館建設のあゆみ」『MUSEUM：東京国立博物館研究誌』211, 東京国立博物館, 29-34頁.
- 樋口1970「「績麻録」と越後ちぢみ」『MUSEUM：東京国立博物館研究誌』237, 東京国立博物館, 16-22頁.
- 樋口1979「法隆寺霊宝の江戸開帳続貂：七種之宝物の納入筥の寄進」『MUSEUM：東京国立博物館研究誌』339, 東京国立博物館, 29-34頁.

## 参考
- 著書記載略歴